# Seigneurie d'Heinsberg
1085–1484
Entités suivantes :
- Duché de Juliers

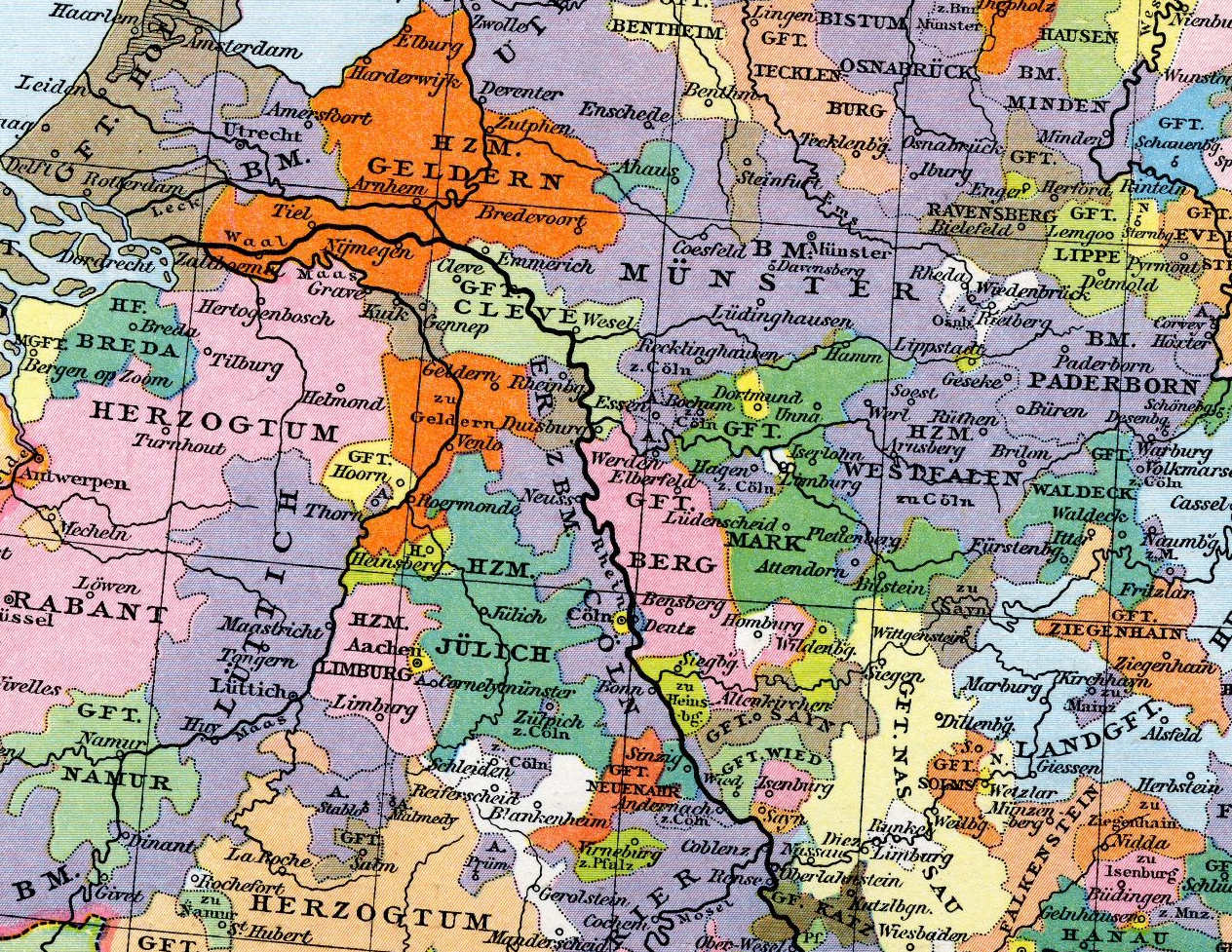
Carte du Saint-Empire Romain au XIV. La seigneurie d'Heinsberg est colorée en vert et se situe au sud-est de Roermond et à l'ouest du duché de Juliers.

La Seigneurie d'Heinsberg est une seigneurie située dans l'actuelle province allemande de Rhénanie-du-Nord-Westphalie et qui englobe la ville de Heinsberg avec une petite zone du Limbourg jusqu'à la Meuse et qui borde le comté de Looz. Le domaine de Dalenbroek avec les villages limbourgeois de Herten, Maasniel et Herkenbosch, y compris son château, appartenait à cette terre.
Pendant les XIIe et XIIIe siècles, les seigneurs de Heinsberg sont également seigneurs de Valkenburg.
La lignée masculine des seigneurs de Heinsberg se termine avec Jean IV de Looz-Heinsberg en 1448. Sa fille, Jeanne de Looz-Heinsberg fut mariée à Jean II de Nassau-Sarrebruck et leur unique fille, Élisabeth, fut mariée au duc Guillaume de Juliers-Berg en 1472, devenant ainsi le seigneur de Heinsberg Juliers.

## Sources
- (nl) Cet article est partiellement ou en totalité issu de l’article de Wikipédia en néerlandais intitulé « Heerlijkheid Heinsberg » (voir la liste des auteurs).